# Boris Sarafow

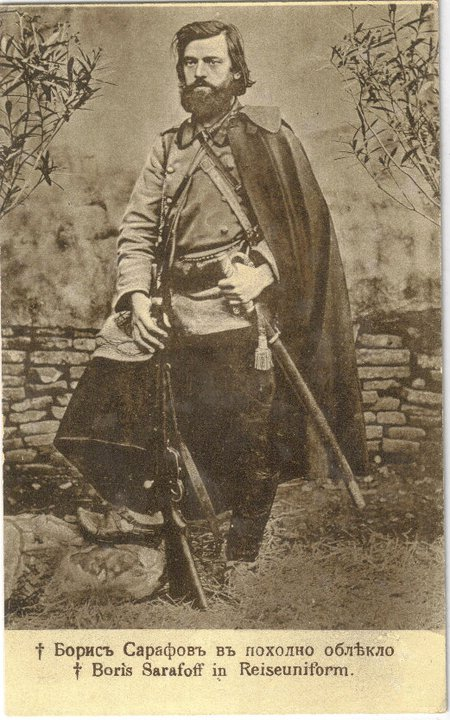
Boris Sarafow

Boris Petrow Sarafow (auch Boris Petrov Sarafov geschrieben, mazedonisch und bulgarisch Борис Петров Сарафов; * 12. Juni 1872 im Dorf Libjahowo (heute: Ilinden, Bulgarien) im damaligen Osmanischen Reich; † 28. November 1907 in Sofia, Bulgarien) war ein bulgarischer Militär, Freiheitskämpfer, Woiwode und Anführer des Obersten Makedonien-Adrianopel Komitees (kurz OMOK, bulgarisch Върховния македоно-одрински комитет), der „Inneren Makedono-Odrinischen Revolutionären Organisation“ (kurz IMORO) und des Ilinden-Preobraschenie-Aufstandes. Aus der Geheimkorrespondenz der IMORO sind u. a. seine Decknamen Aleksandar Iwanowitsch (bulg. Александър Иванович) und Begot (bulg. Бегот), Krum (bulg. Крум), Krumski (bulg. Крумски), Boris Iwanow (bulg. Борис Иванов), Kerim pascha (bulg. Керим паша), Prinz (bulg. Принца), Majstor (bulg. Майстор), Twojta chubowst (bulg. Твойта хубост) überliefert. Der Schauspieler Krastjo Sarafow war sein Bruder, der bulgarische Diplomat und Chronist Simeon Radew war ein guter Freund von Boris Sarafow.

## Leben

### Jugend

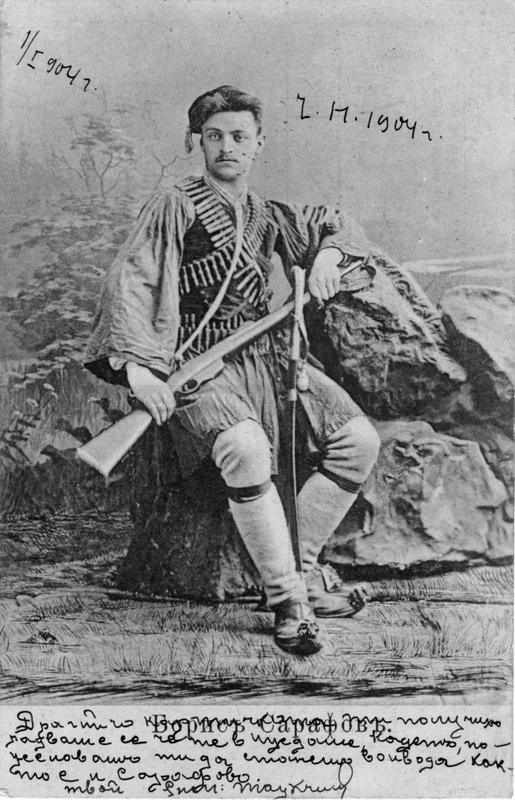
Boris Sarafow als Tschetnik

Boris Sarafow wurde am 12. Juni 1872 im Dorf Libjahowo (heute: Ilinden, Bulgarien) in der Nähe der Stadt Newrokop (heute: Goze Deltschew, Bulgarien), das damals noch zum Osmanischen Reich gehörte, geboren. Sein Vater Petar Sarafow war ein bulgarischer Lehrer zur Zeit der Bulgarischen Wiedergeburt, sein Onkel Kosta Sarafow und sein Großvater Archimandrit Chariton (Krasto Karpusow) waren Anführer des Kampfes für eine unabhängige bulgarische Kirche in Newrokop und Serres; alle drei setzten sich für das Bulgarische Exarchat gegenüber dem griechisch geprägten Ökumenisches Patriarchat von Konstantinopel ein. Sein Bruder war der berühmte bulgarische Schauspieler Krastjo Sarafow.
Boris Sarafow besuchte die lokale Schule des Exarchats und machte im Jahr 1890 sein Abitur an der Bulgarischen Männerschule „Kyrill und Method“ in Thessaloniki. Dort lernte er unter anderem Gotze Deltschew, Dame Gruew und Gjortsche Petrow kennen und schloss sich der bulgarischen Freiheitsbewegung an.
Im Jahr 1890 trat er, zusammen mit Dimitar Dumbalakow, Iwan Poschcharliew und Christo Sarakinow, der Militärschule von Sofia bei. Zusammen mit Gotze Deltschew und Boris Draganow gründeten sie eine revolutionäre Gruppe, die eng mit der von Dame Gruew an der Universität von Sofia gegründeten Gruppe für die Befreiung Makedoniens zusammenarbeitete. Am 2. August 1893 wurde Sarafow befördert und diente von dort an im 15. Lomer Regiment in Belogradtschik, wo er neue Anhänger für sein revolutionäres Schaffen in Makedonien fand, darunter Christo Tschernopeew, Tane Nikolow, Toma Dawidow, Bobi Stojtschew. Am 1. Januar 1894 wurde Sarafow in das 1. Fußregiment von Sofia versetzt, von wo aus er in Kontakt mit dem „Obersten Makedonien-Adrianopel-Komitee“ von Trajko Kitantschew kam.

### Mitgliedschaft im Obersten Komitee

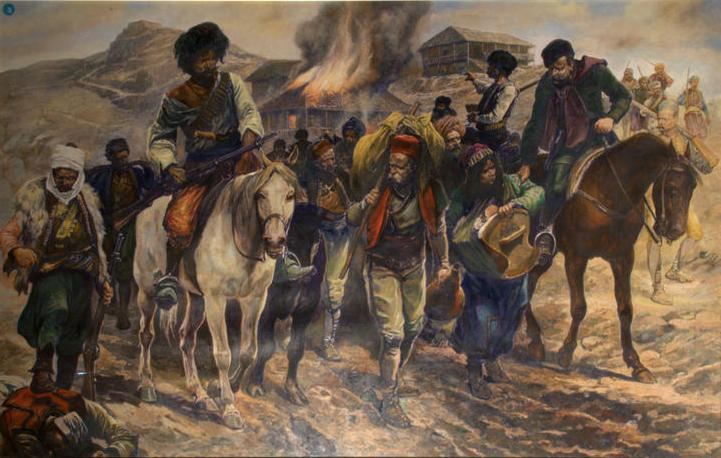
Die Tscheta von Boris Sarafow, „Illustrated London News“, 1902

Im Jahr 1895 wurde Boris Sarafow, der in der Bulgarischen Armee bereits zum Oberleutnant befördert worden war, Woiwode in einer der Tschetas, die sich an der sogenannten „Aktion der Tschetas“ vom Juni bis August 1895 in Makedonien beteiligten. Er befehligte das 4. Detachement, das aus 65 Komitadschi bestand, zu denen die Tschetas von Koljo Risow, Kotscho Mustruka, Ango Kostadinow, Krastju Balgarijata und Angel Malinski gehörten.
Seine Tscheta überquerte die Grenze zum Osmanischen Reich am 17. Juni und nahm am 12. Juli Melnik ein, wonach sie sich am 22. Juli wieder nach Bulgarien zurückzog.
Nach dem Misserfolg der Aktion, begann er ab September 1895 eine viermonatige Ausbildung an der Sankt Petersburger Militärakademie. Er trug dort sichtbar die Uniform des 1. Fußregiments von Sofia und propagierte den revolutionären Kampf für Makedonien unter den dort anwesenden Bulgaren. Trotz des Vorschlages des Russischen Reiches, lehnte er es ab sich von seiner Bulgarischen Staatsbürgerschaft loszusagen und begann ab 1896 Konstantinopel, das Kloster Zográfou und das Kloster Hilandar zu bereisen, um dort Geld für das Oberste Komitee zu sammeln.
In Thessaloniki traf er auf die Anführer der IMORO und begann von diesem Moment an, gemeinsame Aktionen mit ihnen zu planen und Waffen für die revolutionären Kämpfer innerhalb Makedoniens zu sammeln. In Bulgarien übergab er wertvolle Informationen über die Kampfstärke der Osmanischen Armee und deren Plankarten an den Kriegsminister Ratscho Petrow. Der bulgarische Kriegsminister und der Ministerpräsident Konstantin Stoilow sicherten ihm bis zu 10.000 Gewehre für eine Tscheta zu. Boris Sarafow, der zu jener Zeit im 5. Donau-Fußregiment diente, gründete zusammen mit General Iwan Zontschew sogenannte Offiziersvereine in den bulgarischen Kasernen, um von dort aus Offiziere für den Kampf in Makedonien zu rekrutieren.
Im Jahr 1897 unternahm er erneut den Versuch, Geld und Waffen zu sammeln und bereiste dabei das Russische Reich, Österreich-Ungarn, die USA sowie Serbien und Rumänien.

### Als Anführer des Obersten Komitees

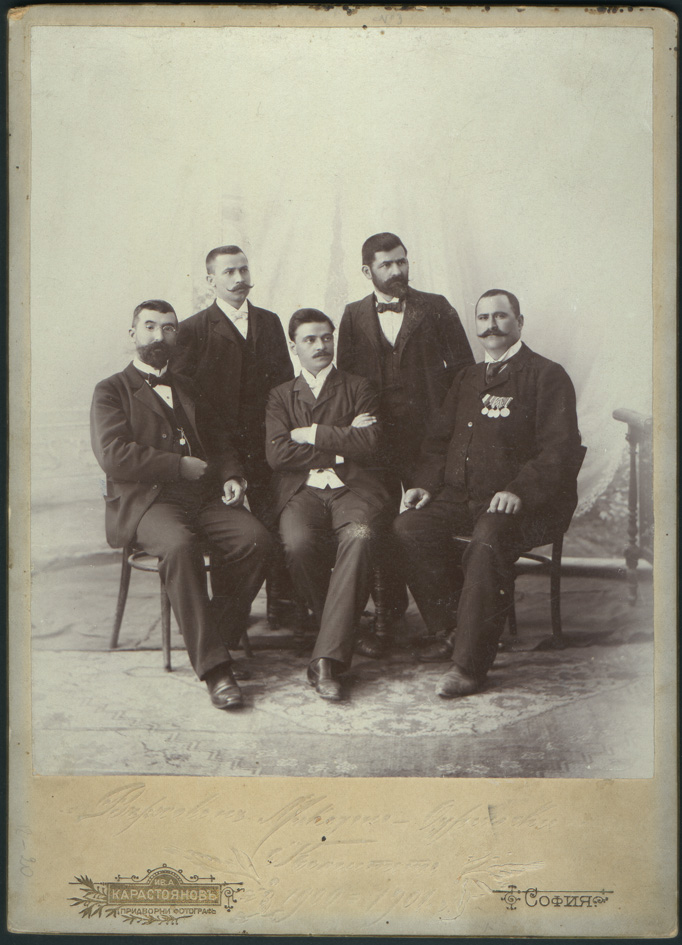
Das Oberste Komitee 1899–1900. Sitzend Toma Dawidow, Boris Sarafow, Georgi Petrow. Stehend Wladislaw Kowatschew, Georgi Minkov.

Auf dem 6. Kongress der „Makedonischen Bruderschaften in Bulgarien“ im Mai 1899 wurde Boris Sarafow zum Anführer des Obersten Komitees gewählt. Mit Unterstützung der IMORO beschloss er, eine aktivere Tätigkeit sowohl innerhalb der Emigration als auch im Inneren Makedoniens.
Im Mai 1900 unterschrieb er zusammen mit den Auslandsvertretern der IMORO Gotze Deltschew und Gjortsche Petrow ein gemeinsames Protokoll, wonach alle bulgarischen Offiziere in den Strukturen der IMORO zugelassen werden. Er half bei der Schaffung von Schleuserkanälen an der Grenze, dem illegalen Transport von Waffen sowie bei der Ausbildung von Tschetas.
Nachdem in der rumänischen Presse aufgedeckt wurde, dass Bulgarien aktiv den Widerstand in Makedonien unterstützte, wurden auf Veranlassung von Boris Sarafow am 22. Juli 1900 die beiden Publizisten Ştefan Mihăileanu und Kiril Fitowski in Bukarest ermordet.
Dies führte zu einer Krise in den diplomatischen Verhältnissen zwischen Bulgarien und Rumänien, die so weit ging, dass beide Länder eine Teilmobilmachung ihrer Armeen anordneten.
Sarafow wurde, auf internationales Drängen, zusammen mit anderen Mitgliedern des Obersten Komitees in der Nacht vom 23. auf den 24. März 1901 verhaftet.
Während seiner Gefangenschaft gab er ein Interview für die Londoner Times, in dem er darlegt, dass die Makedonier eine eigene Nation seien, zu Unterscheiden von der bulgarischen oder serbischen.
Am 2. August des gleichen Jahres wurde er freigelassen und nahm am 8. außerordentlichen „Makedono-Odrinischen Kongress“ teil, bei dem er seinen Rücktritt ankündigte. Die Nachfolge traten Stojan Michailowski und General Iwan Zontschew an. Kurz danach entstanden persönliche Konflikte zwischen Boris Sarfow und dem faktischen Führer des „Obersten Makedono-Odrinischen Komitees“ OMOK Iwan Zontschew sowie zwischen der IMORO und der OMOK. Auf dem 9., wie auch dem 10. „Makedono-Odrinischen Kongress“ geriet Sarafow in neue Konfrontationen mit den Anhängern von Iwan Zontschew und gründete danach ein eigenes Komitee, angeführt von Christo Stanischew.

### Zusammenarbeit mit der IMRO

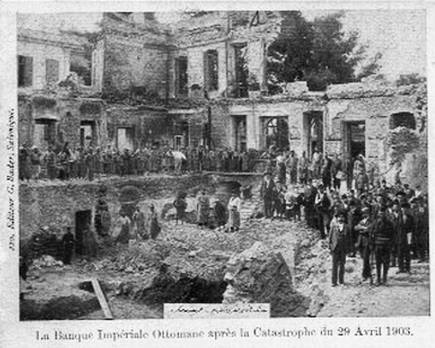
Die Ottomanische Bank nach ihrer Sprengung, April 1903

Von da an trat er in die Dienste des IMORO und sammelte von nun an für deren Zwecke Geld und Waffen in Westeuropa. Im Dezember 1902 lehnte er allerdings den Plan von Michail Gerdschikow und Wultscho Atanasow ab, Iwan Zontschew ermorden zu lassen.
Er war maßgeblich an der Beschaffung von Waffen und Dynamit für die IMORO beteiligt, mit denen unter anderem die anarchistische „Genfer Gruppe“ der IMORO, die sogenannten Gemedjii (bulgarisch Гемиджиите), ihre Attentate von Thessaloniki 1903 durchführten. Bei den Thessaloniki-Attentaten, die zwischen dem 28. und dem 30. August stattfanden, wurden die Ottomanische Bank, wie auch der französische Kreuzer Guadalkivir gesprengt, anschließend lieferten sich die Attentäter unter Führung von Jordan Popjardanow eine dreitägige Schlacht mit dem osmanischen Militär, bis schließlich am 30. August die letzten Überlebenden gefangen genommen wurden.

### Der Ilinden-Preobraschenie-Aufstand
Nachdem auf dem Thessaloniki-Kongress der IMORO der Beschluss für den bewaffneten Aufstand in Makedonien gefasst wurde, formierte Boris Sarafow eine Tscheta von bulgarischen Militärs und marschierte mit ihnen am 26. Januar 1903 über die Grenze nach Makedonien.
Sie schleusten 150 Kilogramm Dynamit ein, das auf die Regionen verteilt wurde. Sarafow selbst brach in Richtung Kostur (heute. Kastoria, Griechenland) auf. Am 28. März 1903 wurden die Tschetas von Boris Sarafow, Iwan Popow, Wasil Tschekalrow, Pando Kljschew und Lasar Poptraikow von osmanischen Kräften in Smardesch (heute:Krystallopigi, Griechenland) umstellt, doch gelang ihnen durch die Hilfe von lokalen Dorftschetas die Flucht
Als Revisor der Tschetas im „Revolutionären Gebiet von Bitola“ beteiligte sich Sarafow am „Kongress der IMORO in Smilewo (heute: Nordmazedonien)“ im Mai 1903. Er wurde mit absoluter Mehrheit, gemeinsam mit Dame Gruew und Atanas Losantschew, in den Generalstab des Aufstands gewählt. Zusammen mit Nikola Detschew erarbeitete er den „Disziplinären Kodex der Aufständischen“. In diesem wurden die Rechte, Pflichten und Strafen der Tschetniks, sowie der Zentralen und Regionalen Woiwoden, in der Zeit des Ilinden-Preobraschenie-Aufstandes festgelegt.
Sarafow versprach den Aufständischen, dass Bulgarien sofort bereit sei, dem Osmanischen Reich nach dem Aufstand den Krieg zu erklären. Am Anfang des Aufstandes verfasste er eine Proklamation über den Beginn des Aufstandes. Ans Ende dieser Proklamation setzte er einen verzweifelten Appell an die bulgarische Regierung, in der er das sofortige Einschreiten Bulgariens forderte. Aufgrund der komplizierten außenpolitischen Lage, in der sich Bulgarien zu jener Zeit befand, war es der bulgarischen Regierung jedoch nicht möglich, direkt zu helfen und auf den Appell zu reagieren. Die Tscheta um Sarafow beteiligte sich während des Aufstandes an Kämpfen gegen die osmanischen Truppen in Ochrid, Smilewo und Demir Hisar. Nach dem Beschluss, die Tschetas aufzulösen, zog sich Boris Sarafow nach Bulgarien zurück.

### Die Ermordung von Sarafow
In den Jahren 1903 bis 1904 bereiste Sarafow erneut Westeuropa und versuchte, die Ideen und das Schaffen der IMORO dort zu popularisieren. Es wird vermutet, dass er in dieser Zeit vom bulgarischen Zaren Ferdinand I.  finanziert wurde. Dessen Korrespondenz wird heute im „Hoover-Institut“ aufbewahrt.
Zwischenzeitlich führte Sarafow Verhandlungen mit der „Serbischen Militär-Propaganda“. Als Resultat daraus begann sich allmählich die Organisation zu spalten und serbische Tschetas marschierten in die Gebiete von Poretschie und Azot, westlich des Flusses Vardar, ein. Später verfasste er einen Brief an den russischen Grafen Ignatjew, worin er sich über die serbische Propaganda, die nach seiner Auffassung die bulgarische Bevölkerung in Makedonien gequält habe, beschwert.
Auf dem Kongress der IMORO von Rila im Jahre 1905 beschuldigte ihn Jane Sandanski proserbischer Handlungen und es kam zum Streit zwischen beiden. Obwohl die Anhänger Sandanskis den Kongress der IMORO im Jahre 1906 verhinderten, wurde Boris Sarafow zusammen mit Iwan Garwanow und Christo Matow als Auslandsvertreter in einer außerordentlichen Sitzung von 23 Delegierten der Revolutionären Gebiete am 7. Dezember wiedergewählt. Die beiden sich gegenüberstehenden Tendenzen in der IMORO, die gemäßigten unter Iwan Garwanow („Garwanisten“ genannt) und die liberale Fraktion angeführt von Sarafow fanden Anfang 1907 zu einer Übereinkunft und beendeten ihren Streit. Im selben Jahr verhalf Sarafow dem armenischen Revolutionär Garegin Nschdeh zum Eintritt in eine bulgarische Offiziersschule.
Die Organisation und die Entsendung von Tschetas nach Makedonien durch die Auslandsvertretung der IMORO stieß auf starken Widerstand seitens der „Gruppe von Serres“ unter der Leitung von Sandanski. In der im November 1907 publizierten Resolution des Revolutionären Gebietes von Serres fanden sich unter den Anschuldigungen gegen Garwanow und Sarafow auch die Behauptungen, dass diese „zusammen mit der bulgarischen Regierung, das wahllose Eindringen von Massen von Tschetas ins Innere initiiert hätten“
Die Resolution wurde von Jane Sandanski, Tschudomir Kantardthiew, Georgi Skrizhowski und Aleksandar Bujnow unterzeichnet. Bereits 1906 wurde auf dem Kongress des Revolutionären Gebietes von Serres im Rila-Kloster der Beschluss gefasst, Dame Gruew, Boris Sarafow, Iwan Garwanow und Christo Matow zu eliminieren, wobei diese Entscheidung von Pere Toschew und den Vertretern der Organisation in Bulgarien Gjortsche Petrow und Petar Poparsow unterstützt wurde.
Am 28. November wurde Boris Sarafow zusammen mit Iwan Garwanow bei sich zu Hause von Todor Paniza erschossen. Paniza war ein enger Verbündeter von Jane Sandanski und hatte bereits einen Monat zuvor Michail Daew, ein weiterer politischer Gegner Sandanskis innerhalb der IMORO, erschossen und dessen Platz an der Spitze seines Gebietes eingenommen. Christo Matow überlebte das Attentat, weil er sich zum Treffen der drei verspätet hatte.
Die Exekution der beiden Auslandsvertreter der IMORO auf Anordnung von Sandanski hinterließ unüberwindbare Hürden im Einigungsprozess der politischen Flügel innerhalb der IMORO.

## Die heutige Sichtweise in Mazedonien
In der russischen Zeitung „Makedonische Stimme“ (Македонскій Голосъ) wurde am 9. Juni 1913 (also 7 Jahre nach Sarafows Mord), vom makedonistischen Herausgeber Dimitrija Čupovski  ein Interview Boris Sarafows abgedruckt, das er den „Sankt Petersburger Nachrichten“ (Санкт Петербургские Ведомосты) am 21. August 1902 gegeben haben soll.
In diesem Interview behauptete Sarafow, dass die Makedonier eine eigenständige Nation seien. Daraus schlussfolgernd schrieb Dimitrija Čupovski in einer späteren Ausgabe, dass der moralisch verantwortliche Mörder von Sarafow, Jane Sandanski ein bulgarischer Agent und Verbrecher sei.
Das Paradoxe an dieser Geschichte ist, dass die moderne mazedonische Presse Sarafow als einen „Varhovist“ (Bezeichnung für die Mitglieder des Obersten Makedonischen Komitees), als Verräter und als einen probulgarisch eingestellten Revolutionär bezeichnen, wohingegen Sandanski als ein früher Makedonist und Kämpfer für ein unabhängiges Makedonien bezeichnet wird.
Der mazedonische Historiker Blaže Ristovski bezeichnet Sarafow hingegen pejorativ als „reinen Bulgaren“.
Auf der anderen Seite betrachtete Boris Sarafow sich selbst und alle Makedonier als Bulgaren.